# Интегральный подход
Интегральный подход (интегральная теория) — подход к человеку, обществу и науке, затрагивающий все сферы человеческой деятельности, осуществляемый в рамках систематической холистической философии.

## Общие сведения
Понятие «интегральный» означает, что в отдельно взятой сфере стремятся синтезировать в единую сложную модель методы и теории, которые доказали свою корректность в определённых контекстах, отказавшись при этом и от грубого редукционизма, и от так называемого «тонкого» редукционизма (иными словами, от неоправданного распространения метода, действенного в одном специфическом контексте, на все остальные). Данное понятие касается также и интегрирования отдельных сфер человеческой деятельности в метасферы.
Несмотря на то, что различными авторами предпринималось несколько попыток создания интегрального подхода к той или иной области человеческой деятельности, в настоящий момент наиболее разработанным можно считать интегральный подход, основанный на «всесекторной, всеуровневой» модели Кена Уилбера (AQAL), а также ряде других открытий, вроде спиральной динамики. Данная методология используется рядом организаций и государственных учреждений по всему миру, а среди наиболее известных сторонников интегрального подхода можно назвать Альберта Гора и Билла Клинтона.
Интегральный подход включает такие сферы, как интегральная философия и интегральная психология, а также интегральная экология, интегральная политика, интегральный бизнес, интегральная духовность и интегральное искусство. Сторонники интегрального подхода стараются всесторонне развиваться и стремятся выйти за пределы конвенционального и постконвенциональных уровней (по Л. Колбергу) в различных линиях развития и достичь пост-постконвенционального уровня и выше («пост-постконвенциональный» уровень введён Кеном Уилбером в качестве дополнения модели нравственного развития, данной Лоренсом Кольбергом, по его словам, на основании наличия многочисленных эмпирических данных, указывающих на то, что развитие может быть продолжено и после достижения уровня постконвенциональности).

## Матрица AQAL
Краткий обзор интегральной карты (AQAL), которого придерживается доктор Филипп Рыжук. По его мнению интегральный подход — это лишь «карта», но наиболее всеохватная из созданных. Человеческую реальность стоит разглядывать не в одном измерении, а сразу во множестве: субъективность, объективность, культура, общество, плюс разные линии и уровни развития, разнообразные состояния сознания и типы.
1. Все квадранты. Любое явление можно рассматривать с позиции:
  - Внутреннее индивидуальное (верхний левый квадрант: «Я», субъективная реальность, мысли, чувства).
  - Внешнее индивидуальное (верхний правый квадрант: «Оно», объективная физиология и поведение).
  - Внутреннее коллективное (нижний левый квадрант: «Мы», культура, язык, ценности).
  - Внешнее коллективное (нижний правый квадрант: «Они», социальные и экономические системы, технологии).
2. Все уровни (или стадии). Человек развивается от более простых (эгоцентричных) к более сложным (мироцентричным) формам сознания. Эти «волны развития» проявляются в:
  - Индивидуальной психике и теле.
  - Культурном мировоззрении.
  - Социальных системах.
3. Все линии. У каждого человека — множество «интеллектов» (когнитивный, эмоциональный, моральный, эстетический, духовный и др.), которые могут развиваться неравномерно. Например, развитый интеллект может сочетаться с низким уровнем эмоциональной зрелости.
4. Все состояния. Это временные переживания (обычные и «пиковые»): бодрствование, сновидение, глубокий сон, медитативные и изменённые состояния. Важно учитывать, что повторяющиеся «высшие состояния» (например, медитация) могут в итоге закрепляться как «стадии развития».
5. Все типы. Включают в себя горизонтальные различия (например, мужское/женское начало, разные психотипы). Каждый тип может иметь здоровую и нездоровую реализацию[2].

## Определение духовности в терминах интегральной модели Уилбера
Исходя из своей интегральной модели (AQAL) Кен Уилбер выводит четыре определения духовности, за каждым из которых признает право на существование.

### Терминология

Пример психограммы — изображения множественных способностей (intelligence), разворачивающихся через уровни сознания

Вкратце, интегральная модель человека включает:
- Множественные способности (intelligence), или линии развития (одной из которых является т. н. линия веры, исследованная Джеймсом Фаулером, профессором теологии университета Эмери);
- Способности человека развиваются в течение его жизни через определённые уровни или стадии — от ощущений через разум к духу;
- Состояния, такие как грубое (бодрствование), тонкое (вариации состояния сновидения), причинное (глубокий сон, пустота, угасание всех форм; осознанное вхождение в это состояние является достижением нирваны) и недуальное (сознание единства пустоты и форм). Любое состояние может быть пережито человеком независимо от стадии развития, на которой он находится, причём могут иметь место т. н. пиковые опыты, мгновения чрезвычайной интенсификации какого-либо состояния, сопровождающиеся ощущением тотального единства с объектами, воспринимаемыми индивидом в данном состоянии (либо «с отсутствием каких-либо объектов», если речь идёт о причинном);
- Квадранты, образуемые поверхностным (exterior) и глубинным (interior) и индивидуальным и коллективным «измерениями» человека. В поверхностном индивидуальном квадранте «находится» материальное тело человека, в глубинном индивидуальном — его телесные ощущения, эмоции, мысли и т. п.

### Четыре определения духовности
Ниже приведен фрагмент из книги Уилбера «Интегральная духовность»:

Решетка Уилбера-Комбса — связь между уровнями и состояниями сознания (на данной иллюстрации уровни представлены более подробно)

Если вы проанализируете значения, в которых люди — и исследователи, и неспециалисты — употребляют слово «духовное» («spiritual»), то обнаружите как минимум четыре основных значения, придаваемых этому слову. Хотя сами люди и не используют эти технические термины, «духовное», очевидно, может означать следующее: (1) высочайший уровень развития любой из линий; (2) отдельную линию как таковую; (3) исключительное пиковое переживание или состояние; (4) особое отношение [к людям и природе]. Моя позиция заключается в том, что все эти варианты использования имеют право на существование (и, думаю, все они связаны с действительными реалиями), однако, мы просто ОБЯЗАНЫ указывать, какой из них имеем в виду, иначе какое-либо обсуждение очень быстро начнет скатываться в никуда. За всю свою жизнь я не слышал, чтобы люди тратили больше слов в пустую, чем в таких дискуссиях.
Ниже вкратце описаны эти 4 важных значения, каждому из которых, я надеюсь, будет уделяться должное внимание:
1. Если рассмотреть любую линию развития — когнитивную, или аффективную/эмоциональную, или линию потребностей, либо линию ценностей — о нижних или средних уровнях этих линий люди обычно не думают как о духовных, но более высокие и высочайшие уровни они описывают как таковые. Слово «трансперсональный» («надличностный»), например, было адаптировано для использования в этом значении: о духовном обычно не думают ни как о дорациональном или доличностном, ни как о рациональном или личностном, о нём думают как о высоко надрациональном и надиличностном — это самые высокие уровни для любой из линий. (Следуя терминологии Маслоу, мы часто используем словосочетание «третий порядок» в качестве очень общего термина для описания этих перспектив развития надличностных структур-стадий).
2. Иногда люди говорят о чём-то вроде «духовного интеллекта», который доступен не только на высочайших уровнях любой из линий, но который имеет собственную линию развития, уходящую глубоко в прошлое [индивида]. Джеймс Фаулер — один из примеров исследователей такой линии. «Духовное» в таком понимании — не то, что относится к самым высоким, трансперсональным и трансрациональным уровням различных линий (что является первым значением), но то, что имеет свой собственный первый, второй и третий порядок (или структуры-стадии), и стадии эти уходят вниз до самого основания (на стадию Фаулера 0, например). Духовная линия также имеет собственные доличностные, личностные и надличностные уровни/стадии. Это одна из причин, по которой вам следует использовать данные значения очень чётко, потому что если совместить второе значение с первым, окажется, что духовны только высшие уровни духовной линии. Это, разумеется, вызывает чудовищную путаницу. (Позиция AQAL состоит в том, что оба использования — вообще, все четыре — верны; вам нужно только точно определить, к какому вы прибегаете в данный моменты, иначе вы запутаетесь окончательно).
3. Иногда люди говорят о духовном в смысле религиозных или духовных переживаний, медитативных опытов или пиковых опытов (которые могут разворачиваться, а могут и не разворачиваться, стадиально). Фактически весь свод шаманских традиций подпадает под эту категорию (см. Роджер Уолш, «Дух шаманизма»). Уильям Джеймс, Дэниэл П. Браун, Эвелин Андерхилл и Дэниэл Голман также являются примерами исследователей духовности как переживаний определенных состояний (переход в которые зачастую осуществляется благодаря тренировкам). Переживание состояний — ещё одно важное значение, и зафиксировано, конечно, на горизонтальной оси решетки Уилбера-Комбса.
4. Иногда под «духовным» понимается просто особое отношение, которое может иметь место на любой стадии и в любом состоянии: возможно, любовь, или сострадание, или мудрость (то есть, это тип [пятый элемент AQAL]). Это очень распространённое употребление и, что интересно, обычно оно сводится к одному из трёх предыдущих, потому что есть стадии любви, сострадания и мудрости (факт, упущенный почти всеми писателями зелёной волны). Но все же мы на всякий случай всегда указываем его отдельно.

Я не буду более углубляться в эти 4 значения. Они подробно рассмотрены в книге «Интегральная психология». Скажу только, что моя точка зрения заключается в том, что все 4 являются правомерными значениями слова «духовное», но люди часто смешивают их в своих дискуссиях, и получается… ну, в общем, ещё больше мешанины.

## Применение интегрального подхода
Многие системы (бизнес-системы, социальные институты, организации) можно рассматривать в четырёх квадрантах, оценивать их уровень «зрелости», а также анализировать различные линии развития в организации (финансы, команда, инновации, корпоративная культура). 

#### Применение в медицине
Интегральный подход в медицине предполагает рассмотрение болезни и процесса лечения с учётом всех аспектов человеческого существования. Это включает в себя физиологические, психологические, социальные и системные факторы.
- Квадранты в медицине:
  - Верхний правый квадрант (физиология, хирургия, медикаменты). Традиционные медицинские методы, направленные на лечение тела.
  - Верхний левый квадрант (психологическая поддержка, образы, настроения). Влияние эмоций и мыслей пациента на процесс выздоровления.
  - Нижний левый квадрант (семейная и дружеская поддержка, культурные установки). Социальные и культурные факторы, влияющие на состояние пациента.
  - Нижний правый квадрант (экономика, соцобеспечение, страховка). Системные условия здравоохранения и доступность медицинской помощи.
- Все уровни. Лечение учитывает не только физические аспекты болезни, но и эмоциональные, ментальные и духовные аспекты.
- Результат. Более целостный и эффективный план лечения, учитывающий все возможные факторы выздоровления.

#### Применение в бизнесе
Интегральный подход в бизнесе позволяет учитывать как объективные экономические и организационные факторы, так и субъективные аспекты, такие как корпоративная культура и мотивация сотрудников.
- Четыре теории менеджмента и квадранты:
  - Поведенческие модели (верхний правый квадрант). Анализ поведения сотрудников.
  - Психологические модели (верхний левый квадрант). Изучение мотивации, ценностей и установок.
  - Культурные подходы (нижний левый квадрант). Влияние корпоративной культуры и внутренней коммуникации.
  - Системный менеджмент (нижний правый квадрант). Организационные структуры и бизнес-процессы.
- Использование уровней (например, теория Маслоу или «спиральная динамика» Грейвза). Понимание уровня ценностей сотрудников и компании помогает разрабатывать стратегии роста.
- Интегральное лидерство. Сочетание различных подходов способствует эффективному управлению и развитию персонала.

#### Интегральная экология
Интегральный подход к экологии рассматривает взаимодействие природы, общества и индивидуального сознания.
- Внешнее измерение (правые квадранты). Анализ объективных факторов: состояния окружающей среды, уровня загрязнения, экономических и правовых механизмов.
- Внутреннее измерение (левые квадранты). Изучение индивидуальных и коллективных ценностей, влияющих на поведение в отношении природы.
- Все уровни. Развитие мироцентричного сознания, без которого экологические инициативы часто терпят неудачу.

#### Практика интегральной жизни (ПИЖ)
Практика интегральной жизни (ПИЖ) представляет собой систематический подход к развитию личности, включающий физические, психологические, духовные и социальные аспекты.
- Суть ПИЖ. Развитие тела, ума и духа во всех квадрантах:
  - Включение физических, эмоциональных, ментальных и духовных практик.
  - Баланс между индивидуальным развитием, качеством отношений и системными изменениями.
- Примеры модулей ПИЖ:
  - Телесные практики. Физическая активность, правильное питание.
  - Психологические практики. Личная терапия, развитие эмоциональной осознанности.
  - Духовные практики. Медитация, молитва, осознанные сновидения.
  - Работа с «тенью». Исследование и проработка неосознанных аспектов личности.
  - Общественные практики. Развитие навыков общения и ведения диалога.
- Результат. Гармоничное развитие личности и более целостная жизнь.[2]